# Promecal
Promecal, cuya razón social es Grupo de Comunicación Promecal, S. L., es un grupo de comunicación español con presencia en televisión, prensa escrita, radio y editoriales. Tiene su sede social en Burgos y sus actividades se extienden varias regiones: Castilla y León, Castilla-La Mancha, Navarra y La Rioja. Promecal es el acrónimo de «Promotora de Medios de Castilla y León».

## Historia
La Promotora de Medios de Castilla y León nació en el año 2000 de la mano del empresario Antonio Miguel Méndez Pozo, siendo él y su familia los propietarios mayoritarios del grupo. El germen del grupo, sin embargo, se sitúa en 1991 con la adquisición del Diario de Burgos por Méndez Pozo. En su nacimiento Promecal agrupó a catorce empresas de la comunicación. Con posterioridad emprendió una expansión empresarial, entrando en el mundo de la televisión de la mano de Canal 6 Navarra y el grupo Radio Televisión de Castilla y León (RTVCyL). También se expandió por Castilla-La Mancha a través del grupo de periódicos «La Tribuna».

## Medios de comunicación
En el ámbito periodístico, el grupo posee varias cabeceras tanto en Castilla y León como en Castilla-La Mancha: Diario de Burgos, Diario Palentino, Diario de Ávila, El Adelantado de Segovia, El Día de Valladolid, La Tribuna de Albacete, La Tribuna de Toledo, La Tribuna de Talavera, La Tribuna de Puertollano y La Tribuna de Ciudad Real.
Posee también el 50% de las acciones del grupo Radio Televisión de Castilla y León, así como la agencia de noticias ICAL, imprentas propias de impresión y una decena de frecuencias radiofónicas —si bien varias de sus licencias de radio están explotadas por Onda Cero—. Promecal explota Sumando Comunicación, adjudicataria de la explotación de la Televisión digital terrestre autonómica en la Comunidad Foral de Navarra, y dispone de dos canales: Navarra Televisión y Navarra Televisión 2. El Grupo también gestiona la cadena autonómica La 7 de La Rioja.